# Avlägsnande
Avlägsnande, inom svensk rätt handlingen att med lagstöd transportera bort en person från en lokal eller ett område. Transporten sker ofta till fots men kan även ske i fordon. Den som avlägsnar en person får för att verkställa åtgärden använda försvarligt våld och personen som avlägsnas får visiteras för att vapen och andra farliga föremål skall kunna tas om hand (skyddsvisitation). 
Ordningsvakt, skyddsvakt, flygplatskontrollant och polisman har befogenhet att avlägsna personer. Även befattningshavare i säkerhets- eller ordningstjänst vid järnväg eller flygplats får avlägsna personer från anläggningens område. Jämför avvisning.
Rätten till nödvärn ger liknande rättigheter till civilpersoner mot den som begått hemfridsbrott eller olaga intrång.